# Xurs
Xurs är en ort i Azerbajdzjan.   Den ligger i distriktet Nachitjevan, i den sydvästra delen av landet, 400 km väster om huvudstaden Baku. Xurs ligger 1 824 meter över havet och antalet invånare är 155.
Terrängen runt Xurs är kuperad åt nordväst, men åt sydost är den bergig. Runt Xurs är det ganska glesbefolkat, med 27 invånare per kvadratkilometer.. Närmaste större samhälle är Tivi, 9,0 km söder om Xurs. 
Trakten runt Xurs består i huvudsak av gräsmarker.